# Natrijum jodid
Natrijum jodid je jedinjenje natrijuma i joda. Kad je u obliku bele kristalne soli, formula ovoj jedinjenja je NaI. Koristi se za dokazivanje jonizirajućeg zračenja, za suzbijanje poremećaja nedostataka joda, te za proizvodnju jodidnih alkana koji se koriste u Finkelsteinovoj reakciji.

## Osobine
Rastvorljivost
| Rastvarač               | Rastvorljivost NaI izražena u g NaI /100 g rastvarača pri 25 ° |
| ----------------------- | -------------------------------------------------------------- |
| Voda                    | 184                                                            |
| Amonijak                | 162                                                            |
| Sumpor dioksid (tekući) | 15                                                             |
| Metanol                 | 62,5 - 83,0                                                    |
| Mravlja kiselina        | 61,8                                                           |
| Acetonitril             | 24,9                                                           |
| Formamid                | 57-85                                                          |
| Acetamid                | 32,3                                                           |
| Dimetilformamid         | 3,7 - 6,4                                                      |

## Upotreba
Natrijum jodid je najčešće korišten za tretman i prevenciju nedostatka joda u organizmu. Takođe se koristi u polimernoj lančanoj reakciji te (u otopini acetona) u Finkelsteinovoj reakciji, za konverziju alkilnih hlorida u alkilne jodide. Ovo se temelji na nerastvorljivosti natrijum hlorida (kuhinjske soli) u acetonu:
Kristali natrijum jodida u smjesi sa talijumom, kada se nađu pod uticajem ionizirajućeg zračenja, emituju fotone te se zbog tog koriste u detektorima zračenja, nuklearnoj medicini, geofizici, nuklearnoj fizici i sl. Pri ovoj upotrebi nije važno da li su kristali natrijum jodida pojedinačni ili kao polikristali.

## Spoljašnje veze
- Upotreba natrijum jodida u medicini
- Natrijum jodid u MSDS bazi podataka